# Charles des Isnards
Pour les articles homonymes, voir Isnard.
Charles Louis Germain Marie, comte des Isnards, est un militaire et homme politique français né le 10 juillet 1876 à Lorgues (Var) et mort à Paris le 4 janvier 1964. Conseiller municipal de Paris et député de la droite nationaliste dans l'entre-deux-guerres, il a été l'un des dirigeants des Jeunesses patriotes.

## Biographie
Charles des Isnards est issu d'une famille aristocratique de la Provence. Il est le premier fils du comte René des Isnards, officier de chasseurs à pied en 1870, établi à Marseille. Ce dernier est un catholique et royaliste convaincu et combatif, qui a été mêlé à l'agitation royaliste à Marseille dans les années 1870 et 1880 et a été de ce fait plusieurs fois condamné à des amendes et peines de prison et qui soutient l'Action française. Sa mère meurt à 27 ans, en 1880. Son père se remarie en 1889. Son demi-frère, Edouard, meurt en 1915 d'une maladie ; il était élève-officier. 
Il est élève à l'Ecole spéciale militaire de Saint-Cyr, de la 82e promotion (de Bourbaki), de 1897 à 1899. Officier de carrière, il est capitaine en 1914. Il sert pendant la Première Guerre mondiale dans un état-major d'une division d'infanterie puis dans l'aviation à partir de 1916 : il commande une escadrille, notamment durant la deuxième bataille des Flandres en 1917 puis l'aviation de la 7e armée. Il reçoit la croix de guerre et la Légion d'honneur (1917). Chef d'escadron à titre temporaire en juin 1918, chef d'escadron à titre définitif en 1920, il quitte l'armée en 1926 avec le grade de lieutenant-colonel, obtenu en 1924, après avoir été affecté au gouvernement militaire de Paris en 1919, membre de l'état-major particulier de l'aéronautique et professeur à l'École supérieure de guerre,,,.
Il épouse en 1906 Anne de Laborde, seconde fille du marquis de Laborde et nièce d'Alexandre de Laborde. Son épouse meurt en mars 1919,. 
Il entre en politique en adhérant et en militant aux Jeunesses patriotes (JP). Membre de la Fédération républicaine et investi par ce parti de droite, il se porte candidat des JP en octobre 1927 à une élection municipale partielle à Paris, affrontant notamment un autre nationaliste, Marcel Habert, de la Ligue des patriotes dont sont issues les JP, et est élu conseiller municipal dans le huitième arrondissement (quartier de la Madeleine). Il est élu en 1931-1932 vice-président du conseil municipal de Paris. Il s'investit avec dynamisme en faveur de la promotion du tourisme dans la capitale : il fonde et préside le groupe du tourisme au sein du conseil municipal.  
Il est vice-président des Jeunesses patriotes à partir de 1928. Le 5 février 1934 il signe, avec quatorze autres conseillers municipaux de Paris, un manifeste protestant contre le limogeage du préfet Chiappe et invitant les Parisiens à passer à l'action : « Demain sera ce que vous déciderez, ou bien la consécration de la tyrannie, du sectarisme et de l'immoralité, ou bien le triomphe de la liberté et de la probité ». Il est dans le groupe de conseillers qui sort de l'Hôtel de Ville le soir du 6 février pour appuyer les manifestations et se trouve à la tête de la délégation municipale qui, reçue à la Chambre des députés, réclame la démission du gouvernement. D'après Le Temps, « sur les vingt-et-un conseillers qui étaient allés, revêtus de leurs insignes, se joindre aux manifestants, quatre, MM. Contenot, Piel, Armand Massard et des Isnards, parvinrent à franchir les barrages » et furent reçus par le Garde des Sceaux. « Que voulez-vous qu'on fasse ? demande M. Penancier. - Arrêter la tuerie, lui fut-il répondu. Et M. des Isnards ajouta : - Vous en aller! ».
Il épouse en janvier 1930 Sofica Roïdi, d'origine grecque,.
Candidat soutenu par la Fédération républicaine aux élections législatives de 1936, il se présente dans le 8e arrondissement, face notamment à deux autres candidats de droite, anciens députés, Étienne Fougère et Michel Missoffe, qui avait soutenu sa candidature en 1927. Il est élu député de la Seine au second tour, et rejoint le groupe parlementaire de la Fédération. Conservateur, il est très hostile au Front populaire et à la bureaucratie sous toutes ses formes, mais favorable au suffrage féminin et à une réforme des institutions réduisant le rôle du Sénat. Cet ancien officier se spécialise, logiquement, sur les questions relatives à la défense nationale. Tout en étant membre de la Fédération républicaine, il est vice-président du Parti républicain national et social (PRNS), avatar des JP dissoutes en juin 1936.
Le 10 juillet 1940, Charles des Isnards vote en faveur de la remise des pleins pouvoirs au Maréchal Pétain. Il demeure conseiller municipal de Paris, acceptant en 1941 d'être nommé à ce poste par le régime de Vichy et non plus élu et se déclarant alors « heureux de trouver l'occasion dans une politique [dont il n'a jamais dévié] d'apporter [son] modeste mais dévoué concours à l'oeuvre poursuivie par M. le Maréchal Pétain ». Il défend notamment la construction d'une piscine au centre de la capitale, « à proximité des bureaux et des grands magasins », précisant que « la question de l'argent est secondaire, si la santé de la race doit en profiter ».
Durant la guerre, il refuse toute collaboration et protège les activités de résistance de son fils, commandant du réseau Alliance pour la Provence[réf. souhaitée].  
Un jury d'honneur le déclare inéligible à la Libération en raison de son vote du 10 juillet 1940, reconnait ses contacts avec la résistance mais considère que ces contacts « n'impliquent pas la participation à la lutte contre l'ennemi ou l'usurpateur ».
Il est inhumé au cimetière du Père-Lachaise (95e division).

## Sources
- « Charles des Isnards », dans le Dictionnaire des parlementaires français (1889-1940), sous la direction de Jean Jolly, PUF, 1960 [détail de l’édition]
- Arlette Schweitz, Les parlementaires de la Seine sous la Troisième République. Vol. 2 : Dictionnaire biographique, Paris, Publications de la Sorbonne, 2001
- Pierre Arnaud, Le sport et les Français pendant l'Occupation, 1940-1944, Paris, L'Harmattan, 2002 (présentation en ligne)